# Grupo Rio dos Remédios
Grupo Rio dos Remédios, sin-rifte, é um dos grupos que compõem o Supergrupo Espinhaço, junto ao Paraguaçu e o Chapada Diamantina, na estratigrafia da Serra do Espinhaço e da Chapada Diamantina, nos estados brasileiros de Minas Gerais e da Bahia.
"O seu nome provém do rio dos Remédios, afluente da margem direita do rio Paramirim, que drena uma grande parte da sua área de ocorrência. Está depositado sobre o complexo gnaissicomigmatítico do embasamento e seu contato superior é com a Formação Ouricuri do Ouro ou, na sua ausência, com a Formação Mangabeira (Schobbenhaus & Kaul, 1977). A sua espessura foi estimada por esses autores em algumas centenas de metros; a sudoeste da cidade de Rio de Contas, foram medidos 300 metros (Pedreira el al.,1975)".
As datações de suas rochas variam de 1 175 ±120 Ma (riolitos) a 580 Ma (tufos vulcânicos). A datação de uma amostra de rocha vulcânica desse grupo pela Universidade do Kansas permitiu o posicionamento do próprio Supergrupo no tempo geológico. Foi descrito originalmente em 1971, por Schobbenhaus & Kaul, em estudos realizados na região de Brotas de Macaúbas, na Chapada. O grupo não possui subdivisões em formações.